# Adolfo Phillips
Adolfo Emilio Phillips López (16 de diciembre de 1941), es un ex jardinero de béisbol profesional panameño, que jugó en las Grandes Ligas de Béisbol (MLB) para los Filis de Filadelfia, Cachorros de Chicago, Expos de Montreal e Indios de Cleveland. 

## Carrera Profesional
El oriundo de Bethania, firmó para jugar pelota profesional con los Phillies de Filadelfia, el 21 de septiembre de 1960.
Jugó por ocho Temporadas en las Grandes Ligas: Phillies de Filadelfia (1964-1966), Cachorros de Chicago (1966-1969), Expos de Montreal (1969-1970) e Indios de Cleveland (1972).
Hizo su debut en Grandes Ligas, el 2 de septiembre de 1964 en el Connie Mack Stadium de Filadelfia, en la victoria 2-1 de los Phillies sobre los Houston Colts. Entró en la parte baja del octavo episodio como corredor emergente por el jardinero izquierdo Wes Covington, quien había conectado doblete.
Phillips inició la Temporada de 1966 con los Phillies, pero sería cambiado el 21 de abril a los Cachorros junto con John Herrnstein y Fergie Jenkins por Bob Buhl y Larry Jackson.
Mientras estaba con los Cachorros, el 11 de junio de 1967, en el segundo juego de una doble cartelera en Wrigley Field, Phillips conectó tres jonrones en la victoria de los Cachorros por 18-10 sobre los Mets de Nueva York. Los jonrones llegaron en tres turnos al bate consecutivos; No fue hasta Tuffy Rhodes en 1994 que un Cachorro conectaría tres jonrones en un juego en Wrigley en tres viajes consecutivos al plato.
El 11 de junio de 1969, Phillips sería cambiando junto a Jack Lamabe a los Expos de Montreal por Paul Popovich. Con Montreal se mantuvo hasta 1971 (ese año no jugó en Grandes Ligas), cuando los Indios de Cleveland lo compraron el 6 de diciembre.
Ya en la Temporada de 1972, Phillips sólo vio acción en 12 partidos con los Indios, donde no conectó ningún imparable con el equipo. Su último partido en las Grandes Ligas fue 16 de mayo de 1972 en el Cleveland Stadium en la derrota de los Indios 3-1 ante los Yankees de Nueva York. Entró como bateador emergente en la parte baja del octavo episodio, recibiendo bases por bolas y anotó una carrera.
Jugó toda su carrera como jardinero, principalmente en la pradera central. Fue conocido en las Grandes Ligas como Panamanian flash.
En 8 Temporadas en Las Mayores, participó 649 partidos, acumulando un promedio de .247 AVG en 1875 turnos oficiales. Conectó 463 imparables, 86 dobles, 21 triples y 59 HR. Anotó 270 carreras, empujó 173 y se robó 82 bases.
Phillips jugaba en las ligas invernales en Venezuela y en México, donde jugó por 4 Temporadas (1973 a 1976). Se retiró como pelotero profesional en 1979 a la edad de 37 años con el equipo Banqueros de Panamá de la extinta Liga Interamericana de Béisbol que en ese año creó el cubano Bobby Maduro.